# Gasexpansionsmotor

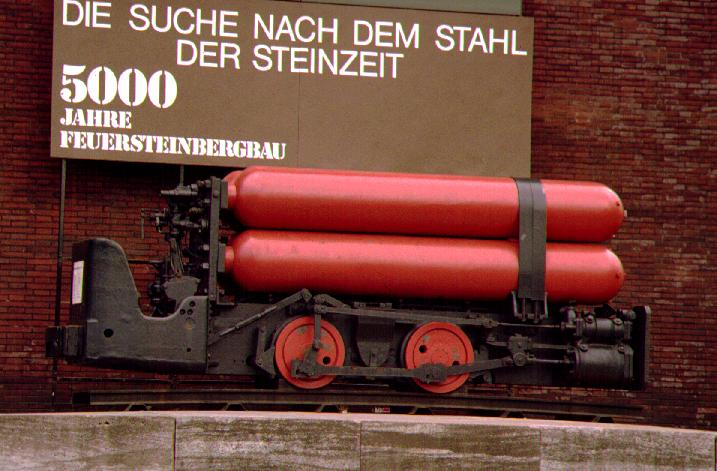
Druckluft-Lokomotive am Portal des Bergbaumuseums in Bochum

Ein Gasexpansionsmotor, auch Pressluftmotor oder Pneumatikmotor genannt, ist eine Antriebsmaschine, die mit komprimiertem (zusammengepresstem) Gas betrieben wird. Pneumatikmotoren leisten mechanische Arbeiten, indem sie Gas (oft Druckluft) expandieren. Sie wandeln im Allgemeinen die Druckluftenergie entweder durch Linear- oder Drehbewegung in mechanische Arbeit um.
Pneumatische Motoren gab es in den letzten zwei Jahrhunderten in vielen Formen, deren Größe von handgehaltenen Motoren bis zu Motoren mit bis zu mehreren hundert PS reichte. Einige Typen sind auf Kolben und Zylinder angewiesen, andere auf geschlitzte Rotoren mit Flügeln (Flügelmotoren), und andere verwenden Turbinen. Viele Druckluftmotoren verbessern ihre Leistung, indem sie die einströmende Luft oder den Motor selbst erwärmen. Pneumatikmotoren haben sich in der Handwerkzeugindustrie durchgesetzt, werden aber auch stationär in einer Vielzahl industrieller Anwendungen eingesetzt. Es wird fortwährend versucht, ihre Verwendung auf die Transportindustrie auszudehnen. Pneumatische Motoren müssen jedoch Ineffizienzen überwinden, bevor sie als praktikable Option in der Transportindustrie infrage kommen.

## Funktionsweise und Anwendungen
Der Arbeitsablauf eines Gasexpansionsmotors entspricht dem eines Dampfmotors, beide gehören zu den Kolbenmaschinen. Das Einlassventil öffnet sich und lässt das unter Hochdruck stehende Gas in den Expansionsraum (Zylinder). Nach Schließen des Einlassventils expandiert das Gas bis zum Expansionsendpunkt. Typisch kühlt sich Gas dabei ab, d. h. seine Temperatur sinkt von sich heraus. Die Umgebungstemperatur ist in der Regel dann höher als die des Gases, und das Gas kann über die Kolbenwand etwas Wärme, also Wärmeenergie aufnehmen, was die Ausbeute (= mechanische Energie pro Ausgangsdruck × Druckgasvolumen) etwas erhöht. Das Gas strömt durch das Auslassventil mit dem erforderlichen Restdruck aus. Der Motor kann als einfach- oder doppeltwirkende Kolbenmaschine ausgeführt werden. Im niedrigen Leistungsbereich kommen unter anderem auch Rotationskolben zur Ausführung.
Die vom Gasexpansionsmotor abgegebene mechanische Arbeit entstammt im adiabaten Entspannungsfall integral aus der im Gas gespeicherten Enthalpie. Bei isothermer Entspannung steigt die abgegebene mechanische Arbeit um die aufgenommene Exergie.

Lamellenmotor

Eine weitere Möglichkeit, die im Druckgas enthaltene Enthalpie in Drehbewegung umzuformen, bietet der Lamellenmotor.
Ab dem Ende des 19. Jahrhunderts wurden Gasexpansionsmotoren gebaut, die mit Kohlendioxid aus Druckflaschen betrieben wurden. Mit diesen so genannten Kohlensäuremotoren wurden beispielsweise Drehleitern bewegt, und Otto Lilienthal experimentierte mit ihnen als Antrieb für seine Fluggeräte.
Gasexpansionsmotoren lassen sich als Druckregler einsetzen. Der Einsatzbereich für große Gasexpansionsmotoren (>5 kW) ist die Energierückgewinnung bei der Gasentnahme aus Gaspipelines.
Häufigster Einsatz ist der von kleinen Gasexpansionsmotoren, die mit Druckluft betrieben werden und handgeführte Werkzeuge antreiben. Auch relativ häufig ist der Einsatz von Freikolbenmaschinen, die als Pumpe arbeiten.
Im Prinzip lässt sich der Gasexpansionsmotor auch als Fahrzeugantriebsquelle nutzen, jedoch war in der Vergangenheit die in Druckbehältern mitzuführende Entropiemenge so klein und der Gesamtwirkungsgrad so gering, dass der Einsatz nicht wirtschaftlich war. Nur für Torpedos waren lange Zeit Druckluftmotoren als Antrieb im Gebrauch.
Druckluftmotoren wurden und werden im Untertagebau eingesetzt. Im rauen, feucht-staubigen Klima unter Tage im beengten Stollen sind Schleifleitungen und Stromabnehmer nur erschwert realisierbar. Insbesondere im Kohlebergbau kommt der Austritt von brennbarem Methan vor. Methan und Kohlestaub bildet explosive Gemische mit Luft, die vor Funken, wie sie in elektrischen Stromkreisen auftreten, bewahrt werden müssen.
Von den 1990er Jahren bis etwa zum Jahr 2002 gab es Projekte und Ankündigungen, dass es ein serienreifes Fahrzeug mit Luftantrieb geben soll, das Aircar bzw. Druckluftauto. Diese Ankündigungen wurden durch eine in Luxemburg ansässige französische Firma erneuert, die ankündigte, ab dem Jahre 2009 den sogenannten OneCat produzieren zu wollen. Die Ankündigung wurde nicht umgesetzt.

## Kategorien

### Linear
Um eine lineare Bewegung aus Druckluft zu erreichen, wird am häufigsten ein Kolbensystem verwendet.
Die Druckluft wird in eine luftdichte Kammer geleitet, in der sich der Schaft des Kolbens befindet. Innerhalb dieser Kammer ist eine Feder um den Schaft des Kolbens gewickelt, um die Kammer vollständig offen zu halten, wenn keine Luft in die Kammer gepumpt wird. Wenn Luft in die Kammer geleitet wird, beginnt die Kraft auf den Kolbenschaft, die auf die Feder ausgeübte Kraft zu überwinden.  Wenn mehr Luft in die Kammer geleitet wird, steigt der Druck und der Kolben beginnt, sich in der Kammer nach unten zu bewegen. Wenn es seine maximale Länge erreicht, wird der Luftdruck aus der Kammer abgelassen und die Feder schließt den Zyklus ab, indem sie den Kolben Hochdrückt und damit die Kammer schließt, um in ihre ursprüngliche Position zurückzukehren.
Kolbenmotoren werden am häufigsten in Hydrauliksystemen verwendet. Kolbenmotoren sind im Wesentlichen die gleichen wie Hydraulikmotoren, außer dass sie verwendet werden, um hydraulische Energie in mechanische Energie umzuwandeln.
Kolbenmotoren werden häufig in Reihen von zwei, drei, vier, fünf oder sechs Zylindern verwendet, die in einem Gehäuse eingeschlossen sind. Dadurch können die Kolben mehr Leistung liefern, da mehrere Motoren zu bestimmten Zeiten ihres Zyklus miteinander synchronisiert sind.
Die praktischen mechanischen Wirkungsgrade, die von einem Kolbenluftmotor erreicht werden, liegen zwischen 40 % und 50 %.

### Drehflügelmotoren
Drehflügelmotoren, auch Lamellenmotoren genannt, sind eine Art pneumatischer Motor. Diese verwenden unter hohem Druck stehende Luft, um eine Drehbewegung an einer Welle zu erzeugen. Das rotierende Element ist ein geschlitzter Rotor, der auf einer Antriebswelle montiert ist. Jeder Schlitz des Rotors ist mit einem frei gleitenden rechteckigen Flügel ausgestattet. Die Schaufeln werden je nach Motorkonstruktion mit Federn, Nockenwirkung oder Luftdruck zu den Gehäusewänden verlängert. Luft wird durch den Einlass gepumpt, der auf die Flügel drückt und die Drehbewegung der zentralen Welle erzeugt. Die Drehzahlen können zwischen 100 und 25.000/min variieren, abhängig von mehreren Faktoren, darunter der Luftdruck am Motoreinlass und der Durchmesser des Gehäuses.
Eine Anwendung für Flügelzellen-Luftmotoren ist das Starten großer industrieller Diesel- oder Erdgasmotoren. Gespeicherte Energie in Form von Druckluft, Stickstoff oder Erdgas tritt in die abgedichtete Motorkammer ein und übt Druck auf die Flügel eines Rotors aus, welcher sich mit hoher Drehzahl dreht. Ein Untersetzungsgetriebe stellt das zum Starten des Motors erforderliche hohe Drehmoment bereit.

### Turbinenmotoren
Luftturbinen drehen den Bohrer in zahnärztlichen Hochgeschwindigkeitshandstücken mit Drehzahlen über 180.000/min, jedoch mit begrenztem Drehmoment. Eine Turbine ist klein genug, um in die Spitze eines Handstücks zu passen, ohne das Gewicht zu erhöhen.